# Robert Juckel
Robert Juckel (Cottbus, Alemania, 12 de diciembre de 1985) es un gimnasta artístico alemán, medallista de bronce del mundo en 2007 en el concurso por equipos.

## Carrera deportiva
En el Mundial de Stuttgart 2007 gana la el bronce en el concurso por equipos; Alemania queda tras China y Japón, sus compañeros de equipo fueron: Fabian Hambüchen, Eugen Spiridonov, Marcel Nguyen, Thomas Angergassen y Philipp Boy.